# Манарбек Єржанов
Манарбек Єржанов (8 березня 1901, с. Актогай Актогайського району Карагандинської області — 14 листопада 1966, Алмати) — радянський казахський співак (тенор), театральний актор, композитор; Народний артист Казахської РСР, Заслужений артист Казахської РСР (1936). Один із перших членів Спілки композиторів Казахської РСР (1942).

## Біографія
Народився 8 березня 1901 року в аулі Карабулак (нині село Актогай Актогайського району Карагандинської області) в бідній селянській родині. Рано втратив батька. Походить з підроду дадан роду тобикт племені аргин. Мати Манарбека добре співала та грала на домбрі, тому він також захопився музикою та навчився виконувати кюї. Любив відвідувати змагання акинів, запам'ятовував пісні та мелодії. Через складне фінансове становище сім'ї, став батраком, пізніше був рибалкою та працював вантажником. Деякий час жив у дитячому будинку, де навчився читати та писати. У 1925 році переїхав до Алмати.
Єржанов є продовжувачем співочої та композиторської школи композиторів-співаків Біржан-сали, Акана Сере, Жарилгапберди, Єстая та Шашубая. Своїм учителем вважав домбриста Кусенбая. У 1928 році його прийняли у трупу 1-го Казахського театру драми (нині Казахський державний академічний театр драми імені М. Ауезова). У 1931—1932 роках працював у Риддерському театрі робітничої молоді. З 1934 року був актором Музичного театру, який відкрився в Алмати (нині Казахський державний академічний театр опери та балету ім. Абая), один з його основоположників.
Артистичний талант і вокальна майстерність Єржанова яскраво та багатогранно проявились у партіях Жараса («Айман-Шолпан» Є. Брусиловського), Сахана («Ёр-Таргын» Є. Брусиловського), Шеге («Кыз-Жибек», Є. Брусиловського), Естая («Біржан і Сара» М. Тулебаєва), Азіма («Абай» А. Жубанова та Л. Хаміді), Тіто («Даїсі» Захарія Паліашвілі) та інших. З 1942 року — член КПРС.
З 1953 року та до кінця життя працював солістом Казахської філармонії імені Джамбула. Вів активну концертну діяльність. У репертуар співака увійшли терме, желдирме, народні пісні.
З 1930 року займався композиторською діяльністю. Автор понад 150 творів, які посіли особливе місце у казахській музиці. Серед них пісні та кюї для домбри «Би күйі», «Аққу», «Жетісу», «Жеңген солдат», «Амангелді», «Бақыт жыры», «Паровоз», «Қуанамын», «Шегенің термесі» та інші.
Нагороджений орденами Трудового Червоного Прапора, «Знак Пошани» (03.01.1959), медалями.
Помер 14 листопада 1966 року, похований на Центральному цвинтарі Алмати.

## Пам'ять
У 2000 році в Алмати іменем Єржанова назвали вулицю у Турксибському районі. На цій вулиці розташовані названі на його честь гімназія та середня школа. На стіні будинку 62 на вулиці Карсай батира, де він мешкав останні роки, встановлена меморіальна дошка.
Ім'ям Єржанова названа вулиця у Караганді.